# Graphviz

미국 본토를 나타내는 무방향 그래프

Graphviz(Graph Visualization Software)는 DOT 언어 스크립트로 지정된 그래프 그리기를 위해 AT&T 랩스 리서치가 시작한 오픈 소스 도구 패키지이다. 응용 소프트웨어가 도구를 사용할 수 있도록 라이브러리 또한 제공한다. Graphviz는 이클립스 퍼블릭 라이선스에 의해 허가된 자유 소프트웨어이다.

## 같이 보기
- 그래프 그리기
- 그래프 이론